# Paride Milianti
Paride Milianti (Abetone, 21 agosto 1934) è un ex sciatore alpino e allenatore di sci alpino italiano.

## Biografia

### Carriera sciistica
Sciatore polivalente originario di Pianaccio, presso la stazione sciistica dell'Abetone, Milianti iniziò a praticare lo sci alpino a livello agonistico a 16 anni.

#### Stagioni 1954-1960
Debuttò in campo internazionale in occasione dello slalom gigante del trofeo dell'Hahnenkamm 1954, disputato a Kitzbühel il 22 gennaio (29º); esordì ai Campionati mondiali a Åre 1954, dove si classificò 53º nella discesa libera e 28º nello slalom gigante, e ai Giochi olimpici invernali a Cortina d'Ampezzo 1956, senza completare né la discesa libera né lo slalom speciale.
Alla 3-Tre 1957 (Madonna di Campiglio, 15-17 febbraio) si piazzò 3º nella discesa libera e 2º nello slalom speciale e ai Mondiali di Badgastein 1958 fu 12º nella discesa libera, 10º nello slalom gigante e non completò lo slalom speciale; nella stessa stagione si classificò 2º nello slalom gigante della 3-Tre di Madonna di Campiglio, mentre agli VIII Giochi olimpici invernali di Squaw Valley 1960 si piazzò 12º nella discesa libera, 8º nello slalom gigante, 8º nello slalom speciale e 6º nella combinata, disputata in sede olimpica ma valida solo ai fini dei Mondiali 1960.

#### Stagioni 1961-1965
La stagione 1961 fu compromessa da un infortunio patito da Milianti durante le prove della discesa libera della Lauberhorn di Wengen (14 gennaio); l'anno dopo partecipò ai Mondiali di Chamonix 1962 classificandosi 14º nello slalom gigante (l'unica gara nella quale prese il via) e vinse lo slalom gigante e la combinata della 3-Tre a Madonna di Campiglio.
Ai IX Giochi olimpici invernali di Innsbruck 1964, sua ultima presenza olimpica, fu 21º nella discesa libera, 13º nello slalom gigante, 17º nello slalom speciale e 7º nella combinata, disputata in sede olimpica ma valida solo ai fini dei Mondiali 1964; la sua ultima gara internazionale fu lo slalom gigante del trofeo Arlberg-Kandahar 1964, disputato a Garmisch-Partenkirchen il 15 febbraio e non completato da Milianti. Chiuse la sua carriera agonistica ai Campionati italiani 1965, dove vinse la medaglia d'oro nello slalom speciale e quella di bronzo nello slalom gigante.

### Carriera da allenatore
Dopo il ritiro è stato allenatore della nazionale di sci alpino italiana, prima maschile, poi femminile e giovanile, per un decennio.

## Palmarès

### Classiche
3-Tre
- 2 vittorie (slalom gigante, combinata a Madonna di Campiglio 1962)[6]

### Campionati italiani
- 10 medaglie[11]:
  - 3 ori (slalom speciale nel 1957; slalom gigante nel 1962; slalom speciale nel 1965)
  - 3 argenti (slalom gigante nel 1954; slalom speciale nel 1958; slalom speciale nel 1962)
  - 4 bronzi (slalom gigante nel 1957; slalom gigante nel 1958; slalom gigante nel 1959; slalom gigante nel 1965)